# 下水道四班
下水道四班是中国徐州市的一个基层班组，成立于1970年，全班全部成员均来自普通家庭，大部分成员为女性，主要工作为窨井的疏通、清洁、维修、防汛等。该班组获得过“全国五一劳动奖状”“全国三八红旗集体”“全国工人先锋号”等多个奖项。